# Sega Pico

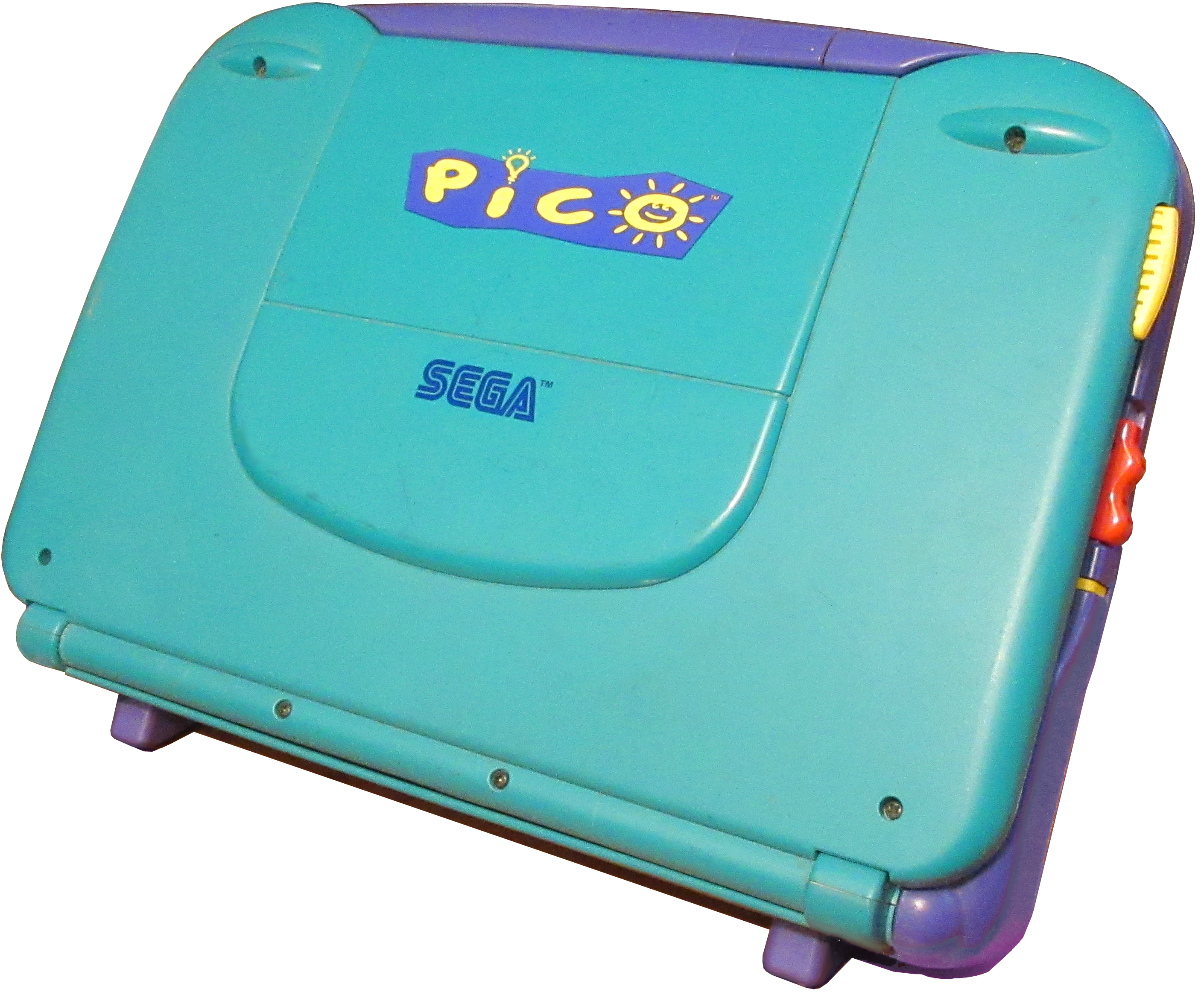
Sega Pico

Der Sega Pico, auch bekannt als Kids Computer Pico, ist eine Videospielkonsole von Sega Toys. Als „Edutainment“ vermarktet, lag der Schwerpunkt des Pico auf pädagogischen Videospielen für Kinder zwischen 3 und 7 Jahren. Der Pico wurde im Juni 1993 in Japan und im November 1994 in Nordamerika und Europa auf den Markt gebracht und erreichte später China. In Nordamerika und Europa war der Sega Pico weniger erfolgreich und der Verkauf wurde dort im Jahr 1998 eingestellt und von Majesco Entertainment übernommen. In Japan jedoch lief das Geschäft recht gut und der Sega Pico wurde dort kontinuierlich weiter unterstützt, bis er 2005 durch den Advanced Pico Beena abgelöst wurde. Letzterer wurde nach den Erfahrungen mit dem Vorgänger ausschließlich in Japan verkauft und seine Produktion 2011 eingestellt.
Er war die erste Konsole, die Touch-Steuerung als Standardsteuerungsschema verwendete.
Der Verkauf des Pico konzentrierte sich auf die Kinderbildung der Zwei- bis Achtjährigen und enthielt Titel, die von lizenzierten Franchise-Zeichentrickfiguren unterstützt wurden, darunter Segas eigene Sonic-the-Hedgehog-Serie.
Insgesamt verkaufte Sega 3,4 Millionen Pico-Konsolen und 11,2 Millionen Spielecartridges sowie über 350.000 Beena-Konsolen und 800.000 Cartridges.

## Design und Software
Der Pico wird von der gleichen Hardware betrieben, die auch im Sega Genesis verwendet wurde, und ist in seiner Form einem Laptop nachempfunden. Der Pico verfügt über einen Stift, den so genannten „Magic Pen“, und einen Zeichenblock, auf dem gezeichnet werden kann. Die Steuerung der Spiele für das System erfolgt entweder mit dem Magic Pen wie mit einer Maus oder durch Drücken der Richtungstasten auf der Konsole. Der Pico verfügt nicht über einen Bildschirm und muss stattdessen über den Composite-Videoausgang an einen Monitor angeschlossen werden. Durch Berühren des Stiftes mit dem Pad kann eine Figur auf dem Bildschirm gezeichnet oder bewegt/animiert werden.
Die Kassetten für das System wurden als „Storyware“ bezeichnet und hatten die Form von Bilderbüchern mit einem Kassettenschlitz an der Unterseite. Mit jedem Umblättern einer Seite änderte der Pico die Fernsehanzeige und die Aufgaben, die der Spieler zu bewältigen hatte. Jede Seite wurde auch mit Ton, einschließlich Stimmen und Musik, untermalt. Die Spiele für den Pico konzentrierten sich auf den Bildungsbereich und umfassten Themen wie Musik, Zählen, Buchstabieren, Lesen, Zuordnen und Ausmalen. Zu den Titeln gehörten lizenzierte Zeichentrickfiguren aus verschiedenen Franchises, wie z. B. Disneys Der König der Löwen: Adventures at Pride Rock und A Year at Pooh Corner. Sega veröffentlichte auch Titel mit seinem Maskottchen Sonic the Hedgehog, darunter Sonic Gameworld und Tails and the Music Maker.

## Geschichte
Zu einem Preis von 16.000 Yen wurde die Pico im Juni 1993 in Japan veröffentlicht. In Nordamerika stellte Sega die Pico auf der American International Toy Fair 1994 vor und präsentierte ihre Zeichen- und Anzeigefähigkeiten vor ihrer Veröffentlichung im November. Die Konsole wurde mit einem Preis von etwa 160 US-Dollar beworben, wurde aber schließlich zu einem Preis von 139 US-Dollar veröffentlicht. „Storyware“-Cartridges wurden für 39,99 bis 49,99 US-Dollar verkauft. Der Slogan des Pico lautete „Der Computer, der sich für ein Spielzeug hält“. Der Sega Pico gewann einige Auszeichnungen, darunter das National Parenting Seal of Approval, einen Platinum Seal Award und eine Goldmedaille des National Association of Parenting Publications Awards.
Nach mangelndem Erfolg stellte Sega den Pico Anfang 1998 in Nordamerika ein. Später, im August 1999, wurde ein Remake des Pico von Majesco Entertainment in Nordamerika zu einem Preis von 49,99 US-Dollar veröffentlicht, wobei Storyware-Titel für 19,99 US-Dollar verkauft wurden. Der Pico wurde später, im Jahr 2002, in China zu einem Preis von 690 CN¥ veröffentlicht.
Anfang 1995 meldete Sega of America, dass der Pico in Nordamerika 400.000 Mal verkauft wurde. Im Jahr 2000 behauptete Sega, dass der Pico 2,5 Millionen Mal verkauft wurde. Im April 2005 behauptete Sega, dass weltweit 3,4 Millionen Pico-Konsolen und 11,2 Millionen Software-Cartridges verkauft wurden. Der Pico wurde 1995 auf der Liste der 100 besten Produkte von Dr. Toy aufgeführt und in der Kategorie „Child“ als eines der besten verfügbaren Computerspiele gelistet. Laut Joseph Szadkowski von der Washington Times hat der Pico genug Power, um eine ernstzunehmende Lernhilfe zu sein, die Zählen, Rechtschreibung, Zuordnen, Problemlösung, Gedächtnis, Logik, Hand-Augen-Koordination und wichtige, grundlegende Computerkenntnisse lehrt.

## Emulation
Auch der Sega-Pico wird in Form von Emulatoren der Nachwelt auf Softwarebasis erhalten. Beispielhaft sind PicoDrive und Kega Fusion, die gute Ergebnisse liefern.